# 토털 필름
토털 필름(Total Film)은 영국의 영화 잡지로, 퓨처가 발행한다.

## 역사
1997년 처음 발행되었다. 영화, DVD 및 블루레이, 평론 등을 다루고 있다. 2014년, 토털 필름의 웹사이트는 GamesRadar+의 웹사이트로 합병되었다.

## Totalfilm.com
Totalfilm.com은 토털 필름이 운영하는 온라인 웹사이트이다.